# チャーリー・アップルビー

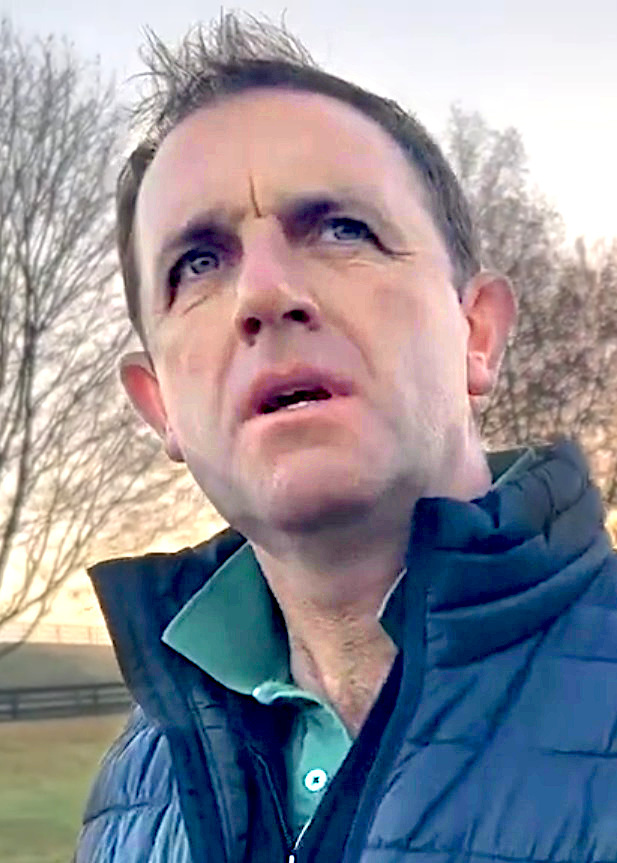
Charlie Appleby (2022)

チャーリー・アップルビー（Charlie Appleby、香港表記：艾柏賓、1975年7月5日 - ）は、アラブ首長国連邦とイギリスに拠点を置いている調教師。ムハンマド・ビン・ラーシド・アール・マクトゥームが率いる馬主組織であるゴドルフィンの専属調教師を務めている。

## 来歴
1975年7月5日生まれ。イギリス出身。
2013年7月25日、マームード・アル・ザルーニ調教師が管理馬に禁止薬物を使用したことで8年間の資格停止となったことを受けて、新たなゴドルフィンの専属調教師に任命された。
2018年の英ダービーをマサーで制した。そしてこの勝利は同時にゴドルフィンの英ダービー初制覇にもなった。また同年のメルボルンカップをクロスカウンターで制し、英ダービーに続きメルボルンカップ初制覇を成し遂げた。またゴドルフィンもメルボルンカップは初制覇となった。
2021年は自身初となるイギリスのチャンピオントレーナー（平地）のタイトルを獲得した。
主戦騎手には主にウィリアム・ビュイックとジェームズ・ドイルを起用する。

## 調教師成績

### 主な勝ち鞍[5]
- 2013年
  - ブリーダーズカップ・ジュヴェナイルターフ （Outstrip）

- 2014年
  - ミドルパークステークス （Charming Thought）

- 2016年
  - ジェベルハッタ （Trystar）
  - エクリプスステークス （Hawkbill）
  - マルセルブサック賞 （Wuheida）

- 2017年
  - セントジェームズパレスステークス（Barney Roy）
  - シドニーカップ （Polarisation）
  - サンタラリ賞 （Sobetsu）
  - マルセルブサック賞 （Wild Illusion）
  - ブリーダーズカップ・フィリー&メアターフ （Wuheida）

- 2018年
  - ジェベルハッタ （Blair House）
  - アルクォズスプリント （Jangle Cat）
  - ドバイシーマクラシック （Hawkbill）
  - ダービーステークス （Masar）
  - キングズスタンドステークス （Blue Point）
  - ナッソーステークス （Wild Illusion）
  - ナショナルステークス （Quorto）
  - ナタルマステークス （La Pelosa）
  - サールパートクラークステークス （Jungle Cat）
  - オペラ賞 （Wild Illusion）
  - ブリーダーズカップ・ジュヴェナイルターフ （Line Of Duty）
  - メルボルンカップ （Cross Counter）

- 2019年
  - アルクォズスプリント（Blue Point）
  - ドバイシーマクラシック（Old Persian）
  - キングズスタンドステークス（Blue Point）
  - ダイヤモンドジュビリーステークス（Blue Point）
  - バーデン大賞（Ghaiyyath）
  - ヴィンセントオブライエンステークス（Pinatubo）
  - デューハーストステークス（Pinatubo）

- 2020年
  - ジュベルハッタ（Barney Roy）
  - コロネーションカップ（Ghaiyyath）
  - エクリプスステークス（Ghaiyyath）
  - ジャンプラ賞（Pinatubo）
  - ダルマイヤー大賞（Barney Roy）
  - モーリス・ド・ゲスト賞（Space Blues）
  - インターナショナルステークス（Ghaiyyath）
  - バーデン大賞（Barney Roy）

- 2021年
  - ダービーステークス（Adayar）
  - ジャストアゲームステークス（Althiqa）
  - アイリッシュダービー（Hurricane Lane）
  - パリ大賞典（Hurricane Lane）
  - ダイアナステークス（Althiqa）
  - キングジョージ6世&クイーンエリザベスステークス（Adayar）
  - セントレジャーステークス（Hurricane Lane）
  - ヴィンセントオブライエンステークス（Native Trail）
  - カナディアンインターナショナルステークス（Walton Street）
  - ナタルマステークス（Wild Beauty）
  - サマーステークス（Albahr）
  - フォレ賞（Space Blues）
  - デューハーストステークス（Native Trail）
  - ブリティッシュ・チャンピオンズ・スプリントステークス（Creative Force）
  - ブリーダーズカップ・ジュヴェナイルターフ（Modern Games）
  - ブリーダーズカップ・ターフ（Yibir）
  - ブリーダーズカップ・マイル（Space Blues）
- 2022年
  - 2000ギニーステークス（Coroebus）
  - プール・デッセ・デ・プーラン（Modern Games）
  - アイリッシュ2000ギニー（Native Trail）
  - セントジェームズパレスステークス（Coroebus）
  - ブリーダーズカップ・ジュヴェナイルターフスプリント（Mischief Magic）
  - ブリーダーズカップ・マイル（Modern Games）